# 褐头鹪莺
褐头鹪莺（学名：Prinia inornata），也称纯色山鹪莺或纯色鹪莺，为扇尾鶯科鹪莺属的鸟类。该物种的模式产地位於印度德干高原。分布於東南亞，從巴基斯坦和印度到中國南部及東南亞的地區皆為留鳥繁殖。該物種曾被歸入褐脅鷦鶯（Prinia subflava），後者主要分布於撒哈拉以南的非洲。如今，這兩者通常被視為不同的物種。
鷦鶯屬的鳥類在臺灣俗稱望冬䳂仔、望冬仔；而望冬䳂仔也用來形容小朋友如鷦鶯般活潑好動。

## 描述
這些鶯類體長約13-14厘米，具有短圓翅、較長的尾巴、強壯的腿和短黑喙。在繁殖羽期，成鳥的背部呈灰棕色，具有短的白色眉紋和棕紅色的閉合翅膀邊緣。腹部為淡白色。雌雄鳥外觀相同。
冬季時，上半身為較暖的棕色，腹部則較偏棕色。冬季尾巴較夏季時更長。該物種有多個亞種，其羽毛色調略有不同。斯里蘭卡的特有種亞種全年保持夏季羽毛，包括較短的尾巴。

## 生物學
這種常棲息在濕潤低地草原、開闊林地、灌木叢以及有時花園中的雀形目鳥類，常隱匿不易見。褐頭鷦鶯會在灌木或高草中築巢，每次產下三至六顆卵。（棕脅鷦鶯則在草叢中築巢，並產下兩至四顆卵。）
與大多數鶯類一樣，褐頭鷦鶯是食蟲性鳥類。牠的叫聲是重複的tlee-tlee-tlee。

## 亚种
- 褐头鹪莺华南亚种（学名：Prinia inornata extensicauda）。在中国大陆，分布于四川、云南、贵州、广西、湖南、江西、浙江、福建、广东、海南等地。该物种的模式产地在福建。[4]
- 褐头鹪莺台湾亚种（学名：Prinia inornata flanirostris）。台灣特有亞種，臺灣話稱望冬(bāng-tang)或布袋鳥(pòo-tē-tsiáu)。[5]

## 圖集

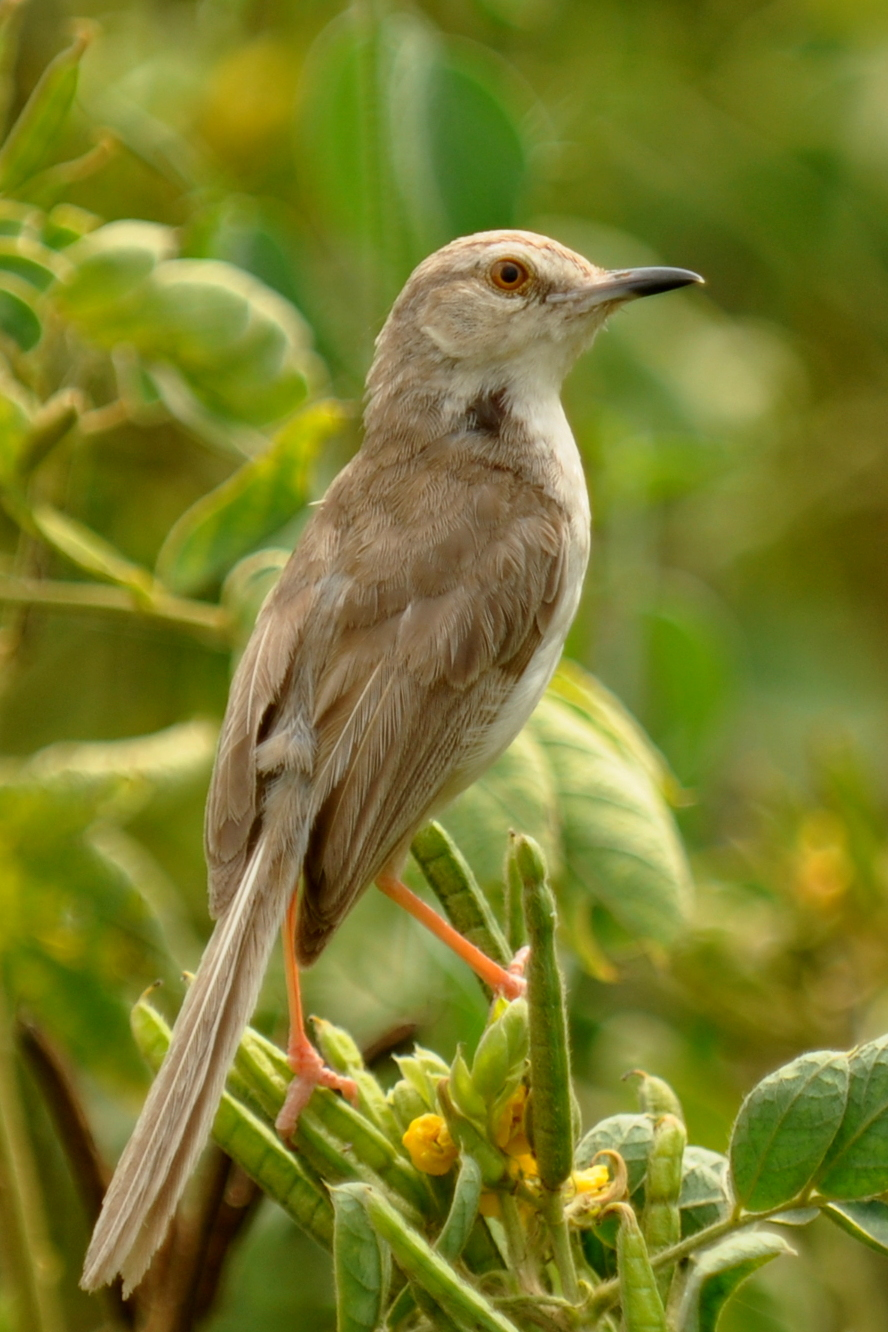
攝於印度卡纳塔卡邦
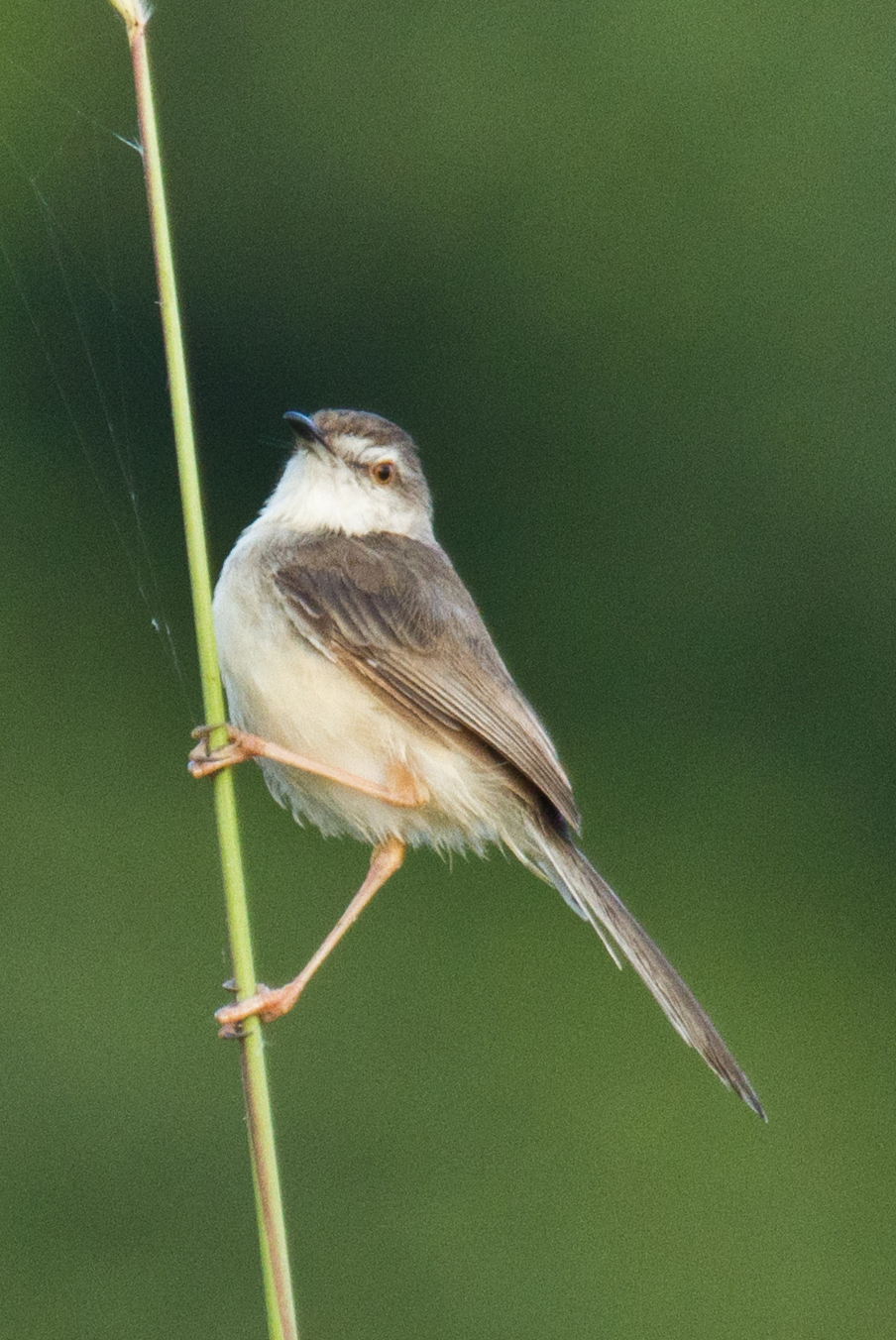
攝於印度泰米尔纳德邦
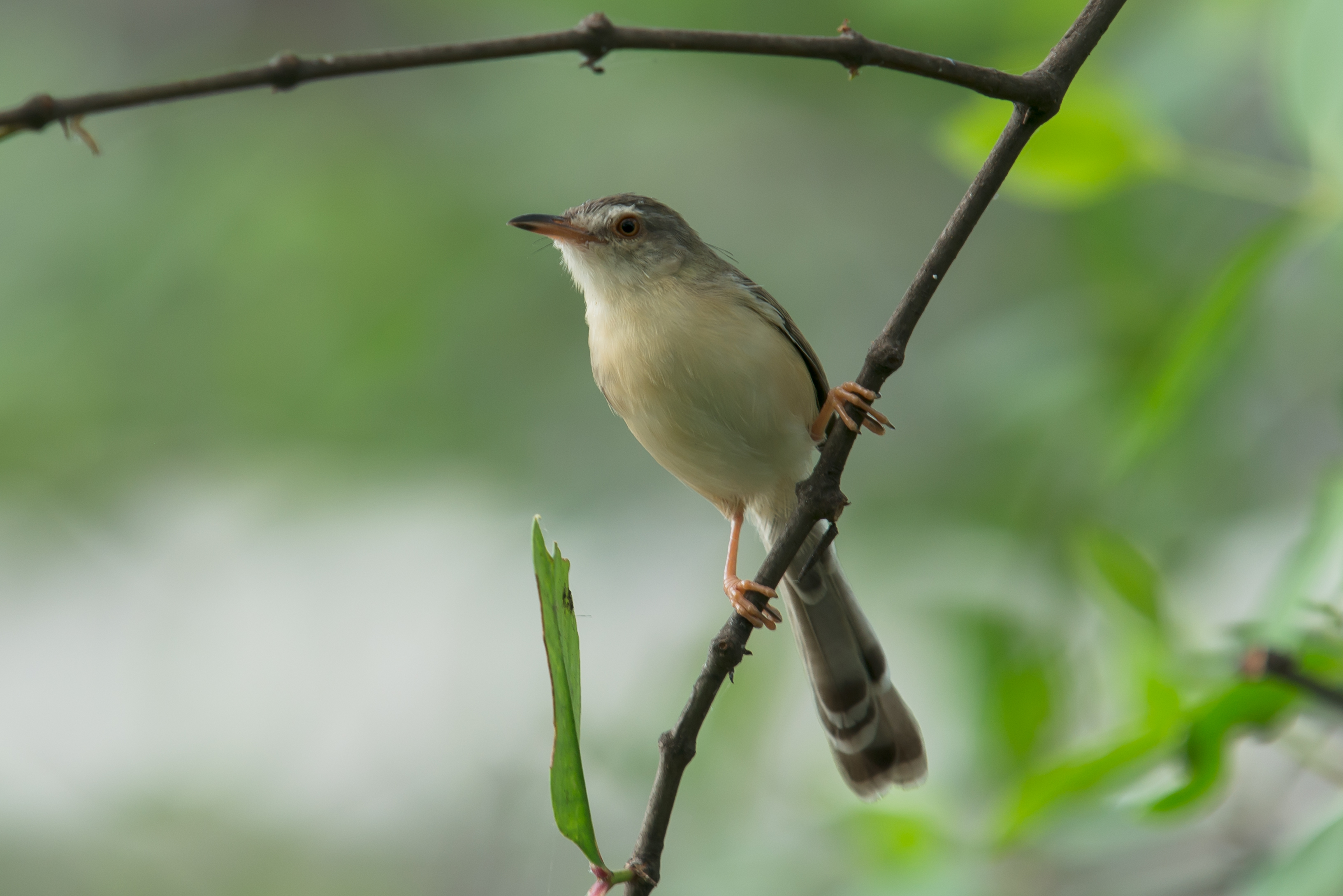
攝於曼谷
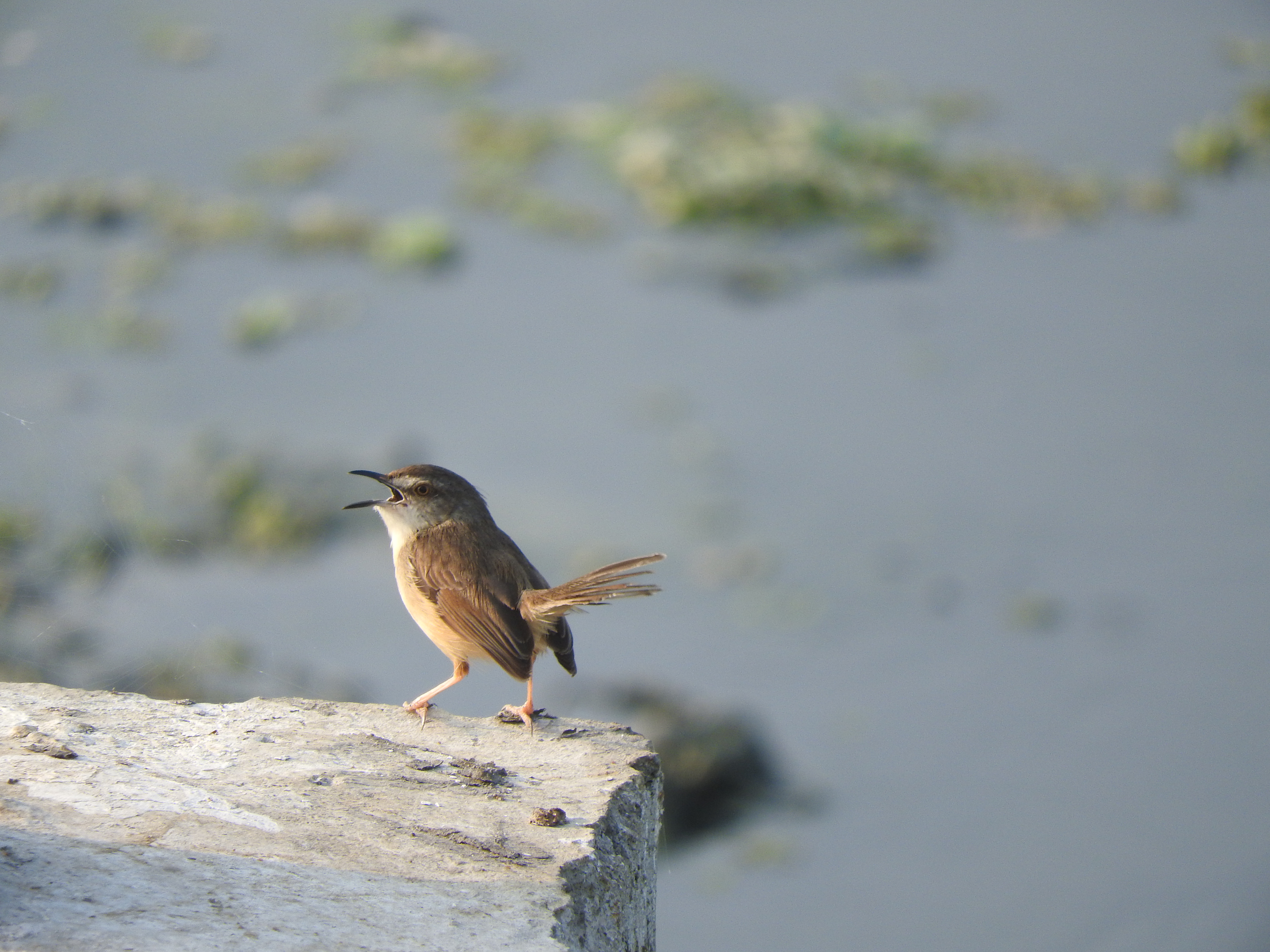
攝於印度清奈
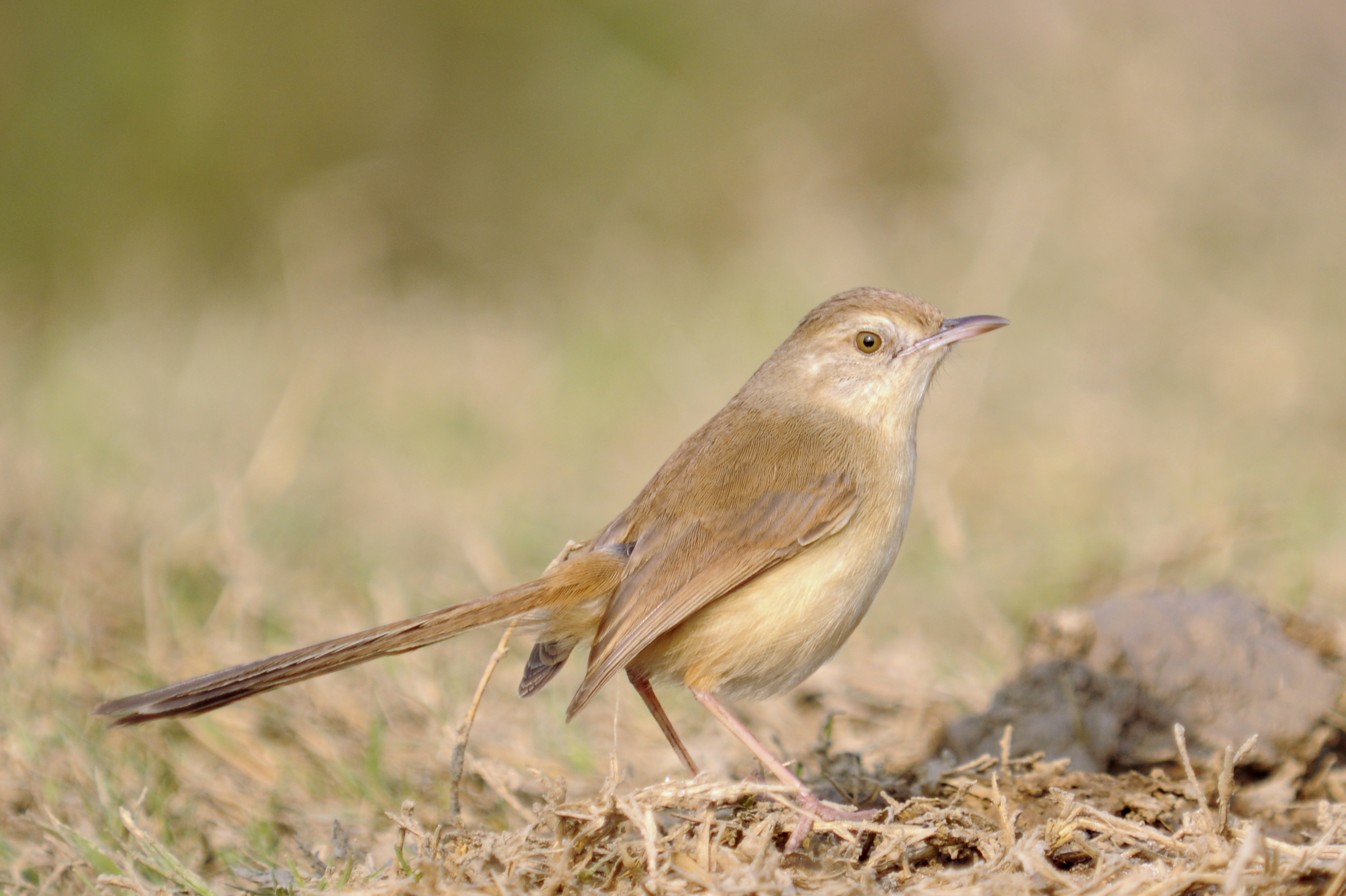
西北亞種（P. i. terricolor），攝於印度古爾岡
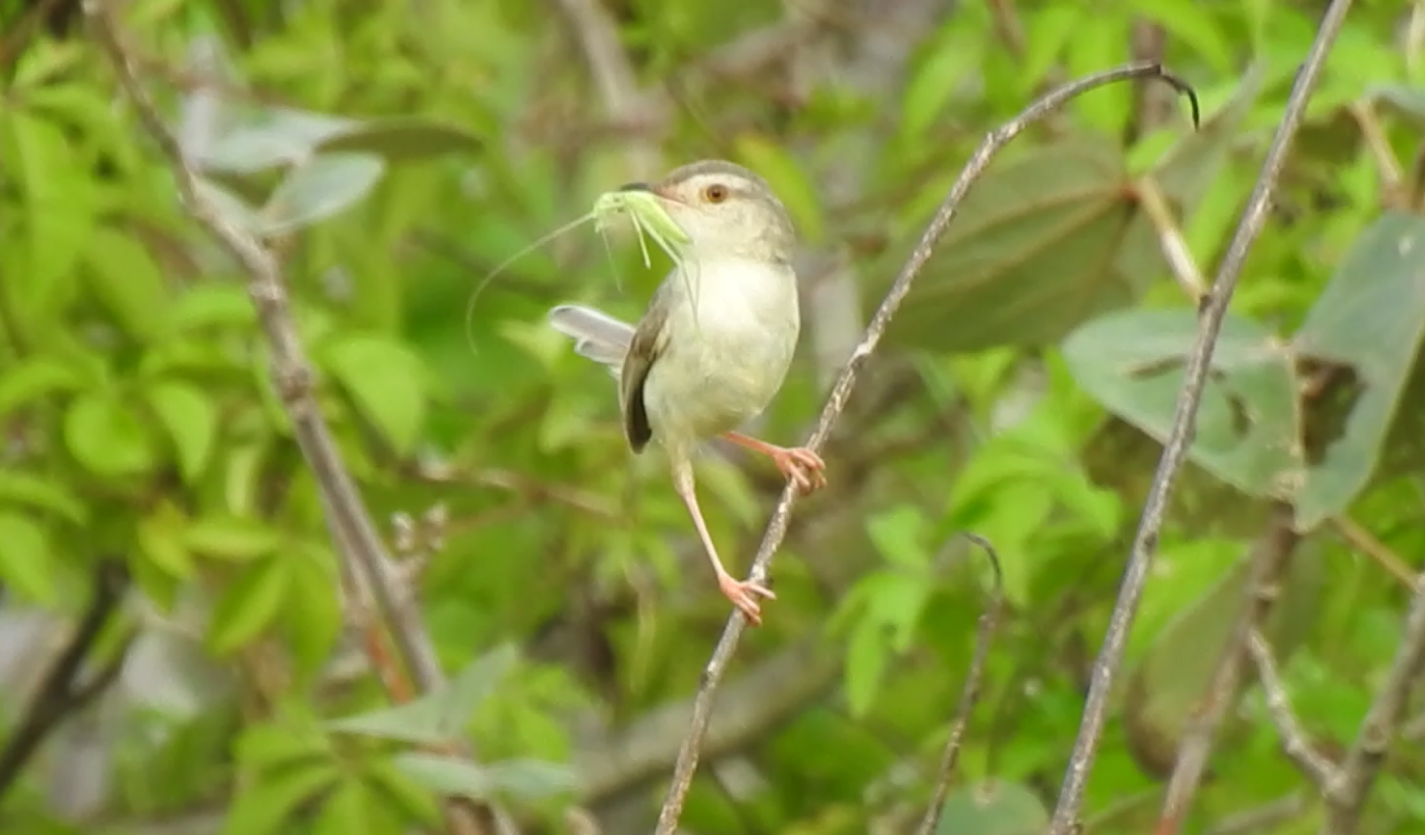
攝於台中高美濕地